# Cinnamomum tsoi
Cinnamomum tsoi C.K.Allen – gatunek rośliny z rodziny wawrzynowatych (Lauraceae Juss.). Występuje naturalnie w południowych Chinach – w prowincji Hajnan oraz w regionie autonomicznym Kuangsi. 

## Morfologia
PokrójZimozielone drzewo dorastające do 12 m wysokości. Kora ma szarawą barwę. Gałęzie są nagie.
LiścieNaprzeciwległe. Mają eliptycznie lancetowaty kształt. Mierzą 7–11 cm długości oraz 1,5–3,5 cm szerokości. Są skórzaste, nagie. Nasada liścia jest klinowa. Blaszka liściowa jest o spiczastym wierzchołku. Ogonek liściowy jest nagi i dorasta do 6–10 mm długości.
KwiatySą niepozorne, obupłciowe, zebrane w wiechy o mniej lub bardziej owłosionych osiach, rozwijają się w kątach pędów lub prawie na ich szczytach. Kwiatostany dorastają do 3–4 cm długości.
OwoceMają jajowaty kształt, osiągają 15 mm długości i 8–10 mm szerokości.

## Biologia i ekologia
Rośnie w wiecznie zielonych lasach. Występuje na wysokości do 2400 m n.p.m. Owoce dojrzewają od października do grudnia.